# Yamada (Iwate)
Pour les articles homonymes, voir Yamada.
Yamada (山田町, Yamada-machi) est un bourg du district de Shimohei, situé dans la préfecture d'Iwate, au Japon.

## Géographie

### Démographie
Au 1er septembre 2015, la population de Yamada s'élevait à 15 581 habitants répartis sur une superficie de 262,81 km2.

## Histoire
Le bourg de Yamada a été en partie ravagé par le passage du tsunami consécutif au séisme de 2011 de la côte Pacifique du Tōhoku.

## Jumelage
- Zeist (Pays-Bas)

## Personnalités liées à la municipalité
- Zenkō Suzuki, ancien Premier ministre, est né à Yamada.